# Нидершайдвайлер
Нидершайдвайлер (нем. Niederscheidweiler) — община в Германии, в земле Рейнланд-Пфальц. 
Входит в состав района Бернкастель-Витлих. Подчиняется управлению Мандершайд.  Население составляет 254 человека (на 31 декабря 2010 года). Занимает площадь 7,83 км².